# Lockfågeln
Lockfågeln, med undertiteln Den unge Pistolekors Äfwentyr på Ryttmästarns Tid, är en svensk film från 1971 i regi av Torgny Wickman.

## Om filmen
- Filmen hade svensk premiär 24 november 1971 på biografen Saga i Stockholm.[1]
- Filmen spelades in i Europafilms Studio i Sundbyberg med exteriörer från Stockholm med omnejd.
- Fotograf var Sven Nykvist. Det var första gången man använde Panavision kamera och utrustning i en svensk film.
- För koreografin svarade Artillio Meurk.
- Som förlaga har man Lars Widdings roman Lockfågeln som utgavs 1970.

## Rollista i urval
- Louise Edlind – Annarella Swedenhielm
- Torsten Wahlund – Per Henrik Pistolekors
- Gunnar Björnstrand – Swedenhielm, major
- Lauritz Falk – Bellman
- Siv Ericks – Ulla Winblad
- John Elfström – korpral Löfbom
- Rune Lindström – Molin, kyrkoherde
- Ulf Palme – Liljesparre, polismästare
- Heinz Hopf – spelmästaren
- Charlie Elvegård – Kindberg, informator
- Georg Funkquist – Ahlström, kapten
- Diana Kjaer – krogpiga
- Anne Grete Nissen – hönsaflicka
- Gunvor Pontén – fru Lövgren
- Georg Årlin – Svanhals, överste
- Christine Gyhagen – Johanna, krogpiga
- Lars Lind – von Arnold, löjtnant
- Göthe Grefbo – Lövgren, mjölnare
- Holger Löwenadler – Rosencrantz, kyrkoherde
- Adele Li Puma – Svarta Maja

## Filmmusik i urval
- Ett stort antal melodier av Carl Michael Bellman, vilka utgör filmens egentliga ledmotiv.
- Fanfar, kompositör Harry Arnold,
- Marcia Carolus Rex, musikuppteckning Wilhelm Harteveld
- Brandenburgerkonsert nr 3 G-dur, kompositör Johann Sebastian Bach
- Rondo C-dur opus 71, kompositör Mauro Giuliani
- Brudpolska från Tuna, musikarrangemang Mats Olsson
- Jesu, du min fröjd och fromma, kompositör Heinrich Albert, text Jakob Arrhenius
- Romance d'amour, traditionell melodi arrangerad av Roland Bengtsson